# Skotnice (železniční zastávka)
Skotnice je železniční zastávka, která se nachází v jihozápadní části obce Skotnice v okrese Nový Jičín. Zastávka leží v km 10,123 jednokolejné trati Studénka–Veřovice mezi stanicemi Sedlnice a Příbor.

## Historie
18. prosince 1881 byla zprovozněna lokální dráha ze Studénky do Štramberka, na které byla zřízena i zastávka ve Skotnici.

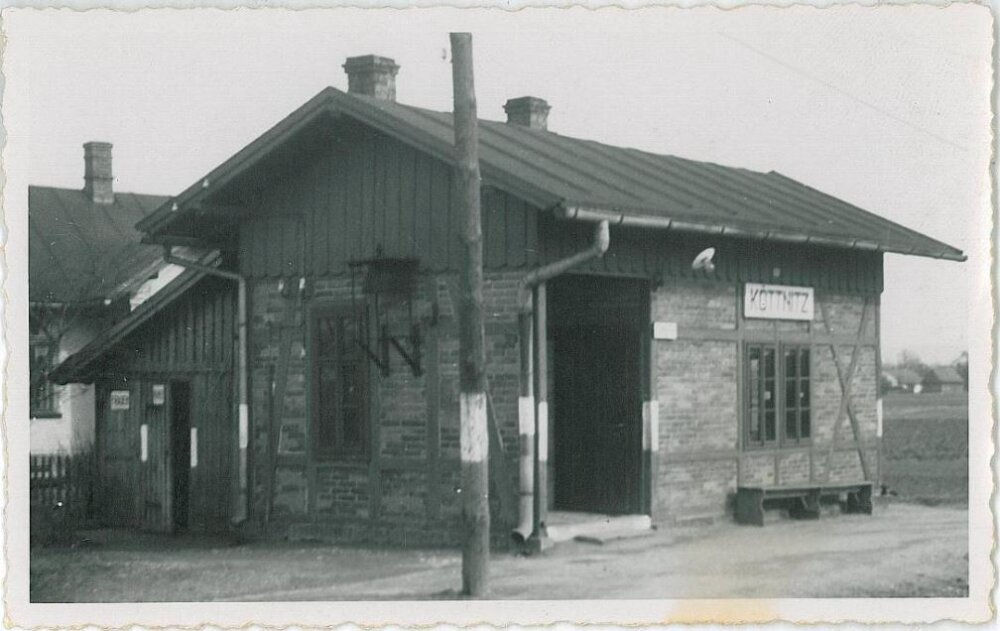
Původní budova zastávky

Budovy zastávky byla původně blíže k Příboru (na opačné straně silnice, která u zastávky kříží železnici), později byla přesunuta za přejezd blíže k Sedlnici. Původní název zastávky byl německý – Köttnitz, od roku 1945 se používá české označení Skotnice.
V roce 2007 obec kritizovala stav budovy zastávky, která cestujícím neposkytovala dostatečnou ochranu, navíc byla ve velmi špatném stavu s vytlučenými luxfery. Obec tehdy požadovala vybudování nové budovy v kombinaci kamene a dřeva.

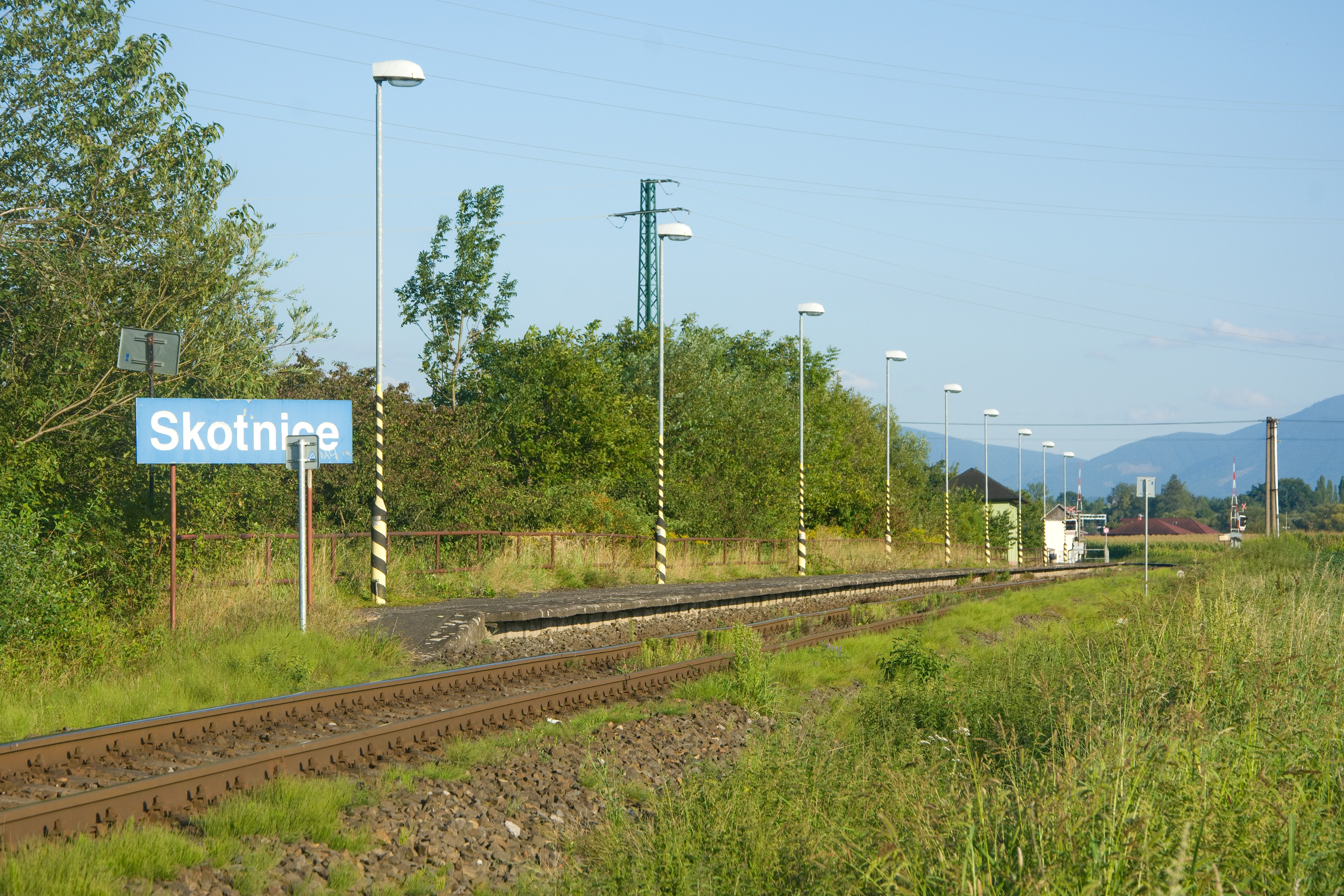
Celkový pohled na zastávku

## Popis zastávky
V zastávce je u traťové koleje zřízeno vnější jednostranné nástupiště o délce 200 m, nástupní hrana je ve výšce 300 mm nad temenem kolejnice. Cestující mají přístup na nástupiště od příjezdové komunikace k zastávce. Cestujícím je k dispozici čekárna. Na zastávce není žádný informační systém pro cestující.
Bezprostředně u zastávky se v km 10,176 nachází přejezd P7478, který je zabezpečený světelným přejezdovým zabezpečovacím zařízením se závorami. Jedná se o křížení s místní komunikací v obci Skotnice.